# شهرداری ناحیه
شهرداری ناحیه یکی از سطوح شهرداری‌ها ست که در کشورهای مختلف از جمله کانادا، لیتوانی و آفریقای جنوبی کاربرد دارد.